# Currier House
La Currier House è una delle 12 residenze per studenti "undergraduate" presenti ad Harvard. Prende il nome da Audrey Bruce Currier. La Currier House fu inaugurata nell'anno 1970 e fa parte del Quad. L'edificio è celebre tra gli studenti per essere quello meno affollato e ricco di stanze singole.

## Inquilini celebri
- Paul Attanasio
- Michael Chertoff
- Bill Gates
- Steve Ballmer
- Caroline Kennedy
- Neil deGrasse Tyson
- Alan Khazei
- Yo-Yo Ma

## Curiosità
È proprio in questo edificio che si incontrarono per la prima volta Bill Gates e Steve Ballmer, allora residenti sullo stesso piano, e stabilirono una solida amicizia che qualche anno dopo portò Bill ad assumere l'amico in Microsoft. Nel 2007 lo stesso Gates parlò ad Harvard della sua esperienza alla Currier House.